# Namazonurus lawrenci
Namazonurus lawrenci (поясохвіст Лоуренса) — вид ящірок родини поясохвостів (Cordylidae). Мешкає в Південно-Африканській Республіці і Намібії. Вид названий на честь південноафриканського ентомолога Реджінальда Фредеріка Лоуренса.

## Поширення і екологія
Поясохвости Лоуренса мешкають в регіоні Намакваленду на північному заході ПАР, зокрема в пустелі Ріхтерсвельд, а також на крайньому південному заході Намібії. Вони живуть в чагарникових заростях на найвищих гірських вершинах, трапляються в тріщинах серед скель. Цей вид є ендеміком Південної Африки.